# Preise, Jerusalem, den Herrn
Preise, Jerusalem, den Herrn (Prie le Seigneur, Jérusalem), (BWV 119), est une cantate religieuse de Johann Sebastian Bach composée à Leipzig en 1723 pour l'inauguration du nouveau conseil municipal de la ville, le 30 août. Elle fut donnée à l'église Saint-Nicolas.
Le texte est tiré du psaume 147: 12-14 (1er mouvement), Martin Luther (9e mouvement) et d'un auteur inconnu.
Le thème du chœur est basé sur le psaume « Herr Gott, dich loben wir ». Cette mélodie reprend un des premiers Te Deum Laudamus chrétiens, qui à son tour vient d'un chant de l'église grecque, qui lui-même provient d'un chant juif ou de la liturgie chrétienne primitive. Martin Luther a écrit la mélodie dans sa forme actuelle, laquelle fut imprimée dans les « Geistliche Lieder », édités et publiés par Joseph Klug à Wittenberg en 1529.
C'est cette cantate que Mendelssohn dirigea, à Leipzig, le 25 avril 1843 pour inaugurer un monument dédié à Bach. Schumann y assistait ainsi que, âgé de 84 ans, Wilhelm Friedrich Ernst Bach, le dernier petit-fils du cantor.

## Structure et instrumentation
La cantate est écrite pour quatre trompettes, timbales, deux flûtes traversières, trois hautbois d'amour, deux violons, alto, basse continue (inclut orgue),  quatre solistes vocaux (soprano, alto, ténor, basse) et chœur à quatre voix.
Il y a neuf mouvements :
1. Chœur : Preise, Jerusalem, den Herrn
2. Récitatif (ténor) : Gesegnet Land, glückselge Stadt
3. Aria (ténor) : Wohl dir, du Volk der Linden
4. Récitatif accompagné (basse) : So herrlich stehst du, liebe Stadt
5. Aria (alto) : Die Obrigkeit ist Gottes Gabe
6. Récitatif (soprano) : Nun! wir erkennen es und bringen dir
7. Chœur : Der Herr hat Guts an uns getan
8. Récitatif (alto) : Zuletzt!
9. Choral : Hilf deinem Volk, Herr Jesu Christ